# 訓導
訓導為中國古代文官官職名，在清朝之位階為從七品。訓導職能通常為輔佐府教授、州學正或縣教諭，為基層官員編制之一，主要功能為負責教育方面的事務。1910年代，清朝滅亡後，該官職廢除。

## 各衛武學訓導
順治二年。裁京衞武學訓導二人。康熙十五年。復設京衞武學訓導一人。康熙三十二年裁。雍正三年改京衛武學為順天府武學，四年罷武學之制。

## 經制訓導和復設訓導
清代訓導分為經制訓導和復設訓導，經制訓導、專用歲貢候選之人。復設訓導，用歲貢二人，由廩生捐納一人，歲貢教習一人，教習輪用二人之後，將肄業期滿之歲貢優貢選用一人。

## 清代全國的訓導
訓導。有經制訓導。復設訓導。府學於教授外、州學於學正外、縣學於教諭外、各設訓導一人。
- 順天府於漢訓導外、增設滿洲訓導一人。
- 直隸之承德、宣化、奉天之奉天、錦州、昌圖、吉林之吉林、長春、山東之泰安、武定、沂州、曹州、山西之蒲州、澤州、朔平、江蘇之松江、徐州、安徽之潁州、湖北之宜昌、湖南之沅州、永順、陝西之興安、延安、榆林、甘肅之西甯、新疆之迪化、四川之甯遠、夔州、嘉定、雅州、廣西之泗城、鎮安、雲南之廣南、開化、東川、昭通、貴州之銅仁各府、直隸之保安、奉天之遼陽、復、甯遠、義、山西之保德、隰、沁、岢嵐、吉、應、江蘇之太倉、泰、安徽之壽、湖北之歸、陝西之甯羌、綏德、葭、甘肅之肅、安西、狄道、固原、甯、河、靜甯、民、靈、四川之茂、廣東之連平、欽、崖、廣西之河池、東蘭、左、永康、甯明、歸順、養利、奉議、雲南之姚、雲、南安、馬龍、元江、宣威、鎮雄、貴州之貞豐、平遠、各州、直隸之阜平、宣化府屬七縣、山東之益都、榮成、海陽、山西之祁、徐溝、交城、繁峙、浮山、臨晉、萬泉、黎城、陵川、甯武、右玉、武鄉、榆社、河南之汜水、涉、淇、鞏、澠池、桐柏、正陽、確山、盧氏、寶豐、伊陽、江蘇之長洲、崑山、常熟、吳江、華亭、婁、上海、武進、無錫、宜興、鹽城、江都、崇明、嘉定、安徽之鳳陽、蒙城、江西之永甯、福建之古田、壽甯、湖北之漢陽、保康、東湖、長陽、興山、巴東、恩施、湖南之石門、慈利、嘉禾、沅江、黔陽、通道、桂東、衡陽、瀘溪、辰谿、麻陽、陝西之麟游、洋、西鄉、沔、洵陽、府谷、安康、膚施、安塞、吳堡、神木、甘肅之靖遠、平涼、華亭、甯夏、甯朔、西甯、武威、鎮番、永昌、張掖、山丹、靈臺、鎮原、文、徽、高臺、隴西、安定、中衞、四川之新繁、郫、新津、冕甯、鄰水、興文、永川、榮昌、銅梁、梁山、奉節、開、東鄉、遂甯、蓬溪、榮、德陽、安、汶川、丹棱、榮經、蘆山、黔江、西昌、鹽源、筠連、長壽、三臺、廣東之始興、長甯、海豐、昌化、陵水、感恩、廣西之來賓、宜山、雲南之羅次、嶍峨、廣通、江川、師宗、元謀、新平、永善、貴州之都勻、仁懷各縣、止設教授學正教諭。不設訓導。
- 其餘府州有教授學正。縣有經制教諭者。各副以復設訓導。惟福建之永春州、四川之會理、資州、珙縣、貴州之正安州、遵義、桐梓、綏陽縣、皆為經制訓導。
- 縣有復設教諭者。各副以經制訓導。惟順天之甯河、山西之永濟、鳳臺、河南之南召、淮甯、四川之華陽、雲南之河陽、順甯、南甯、麗江、貴州之安化、鎮遠、永從、普定、普安、餘慶、龍泉、銅仁各縣、皆為復設訓導。
- 府州縣無教授學正教諭者。設經制訓導。惟山東之泰安、惠民、蘭山、菏澤、博山、山西之虞鄉、神池、五寨、江蘇之元和、新陽、昭文、震澤、鎮洋、寶山、奉賢、金山、南匯、陽湖、金匱、荊溪、阜甯、甘泉、東臺、銅山、安徽之鳳臺、阜陽、福建之霞浦、福鼎、湖北之施南府、宣恩、來鳳、利川、湖南之清泉、芷江、陝西之靖邊、榆林、懷遠、甘肅之平羅、古浪、敦煌、四川之大甯、巫山、樂山、新甯、定遠、彭山、廣東之陸豐、防城各縣、廣西之西隆州、西林縣、雲南之普洱府、寶甯、邱北、文山各縣、貴州之永甯州、興義縣、皆為復設訓導。
- 廳有教授學正教諭者。四川之敘永、廣東之陽江廳、副以經制訓導。浙江之定海、廣西之上思、雲南之景東、蒙化、永北、騰越、鎮沅廳、副以復設訓導。惟甘肅之洮州、甯靈、四川之松潘廳、止設教授不設訓導。
- 黑龍江之呼蘭、廣西之百色、貴州之郎岱廳、止設學正不設訓導。
- 奉天之新民、鳳凰、　興京、吉林之賓州、五常、山西之歸化總管七廳、河南之淅川、湖南之鳳凰、南洲、四川之理番、廣東之連山、貴州之普安廳、及山西之平定州樂平鄉、河南之滎澤縣河陰鄉、蘭儀縣儀封鄉、貴州之開泰縣錦屏鄉、止設教諭。不設訓導。
- 廳無教授、學正、教諭者。吉林之雙城、伯都訥、江蘇之海門、江西之蓮花、定南、湖南之乾州、晃州、永綏、陝西之孝義、甯陝、定遠、留壩、甘肅之化平川、循化、貴德、新疆之鎮西、四川之越巂、懋功、馬邊、雷波、江北、城口、雲南之威遠、巧家廳、及山西之朔州馬邑鄉、徐溝縣清源鄉、潞城縣平順鄉、隴西縣隴西鄉、四川之銅梁縣安居鄉、瀘州九姓鄉、各設經制訓導一人。
- 奉天之金州、浙江之玉環、陝西之潼關、佛坪、漢陰、四川之石砫、雲南之思茅、他郎、安平、龍陵、貴州之松桃、仁懷、水城、八寨廳、及安徽之鳳陽縣臨淮鄉、甘肅之隆德縣莊浪鄉、正甯縣董志鄉、各設復設訓導一人[1]。